# Scorțeni (Prahova)
Scorțeni es una comuna ubicada en el distrito de Prahova, Rumania.

## Superficie
Posee una superficie de 39,90 kilómetros cuadrados.

## Demografía
Hasta 2021 la población era de 5087 habitantes, con una densidad de población de 127,5 habitantes por kilómetro cuadrado.